# 유가증권에 관한 죄
유가증권(有價證券)에 관한 죄는 행사할 목적으로 대한민국 또는 외국의 공채증서(公債證書) 기타 유가증권 또는 유가증권의 권리의무에 관한 기재를 위조 또는 변조하는 죄(214조)이다. 타인의 자격을 모용(冒用)하여 유가증권을 작성하거나 유가증권의 권리 또는 의무에 관한 사항을 기재하는 죄(215조), 허위의 유가증권을 작성하거나, 유가증권에 허위의 사항을 기재하는 죄(216조) 또는 위조·변조·허위작성 또는 허위기재한 유가증권을 행사하거나 행사할 목적으로 수입 또는 수출하는 죄(217조) 등이 있다.

## 보호법익
본죄의 보호법익은 경제거래에 있어서 중요한 작용을 하는 유가증권의 진정(眞正)에 대한 공공의 신용이며 본죄는 문서에 관한 죄의 특수유형인 동시에 통화에 관한 죄와도 비슷함으로써 이중의 성격을 갖고 있다. 문제의 객체인 유가증권은 사법상(私法上) 반드시 유효함을 필요로 하지 않으며 일반인으로 하여금 유가증권이라고 오신케 할 정도의 외관을 구비하면 족하다. 형법은 어음의 배서(背書)·인수(引受)·보증 등의 부수적 증권행위에 관하여도 위조 또는 변조의 성립이 있는 것으로 하였다(214조 2항 등). '위조'라 함은 유가증권의 발행권이 없는 자가 타인의 명의를 모용(冒用)하여 유가증권을 작출(作出)하는 것이며 '변조'라 함은 기존의 진정한 유가증권의 동일성을 유지하면서 권한 없이 그 내용에 변경을 가하는 것이다. '행사'는 통화의 경우와 달라서 반드시 유통시킬 필요는 없으며 정을 아는 타인에게 교부하는 것 기타 제시·비치 등을 포함한다(판례). 미수범(223조) 및 유가증권에 관한 죄의 예비·음모(224조)를 처벌한다.

## 판례

### 유가증권으로 인정한 사례
- 공중전화카드[1]
- 할부구매전표[2]
- 은행 소비조합이 그 소속조합원에게 발행한 신용카드[3]
- 대표이사의 날인이 없이 상법상 무효인 주권[4]
- 스키장 리프트 탑승권[5]

### 유가증권으로 부정한 사례
- 유가증권을 복사한 사본[6]
- 정기예탁금증서는 예탁금반환채권의 유통이나 행사를 목적으로 작성된 것이 아니고 채무자가 그 증서소지인에게 변제하여 책임을 면할 목적으로 이른바 면책증권에 불과하다.[7]

## 유가증권 위조로 본 사례
- 망부 사망 후 그 명의를 거래상 자기를 표시하는 명칭으로 사용해 온 경우 그 망부 명의의 어음발행은 타인명의를 모용한 어음위조에 해당하지 않는다.[8]
- 허위작성된 유가증권을 행사할 의사가 분명한 자에게 교부하여 그가 이를 행사한 때에는 허위작성유가증권행사죄의 공동정범이 성립된다.[9]